# Boris Kochno

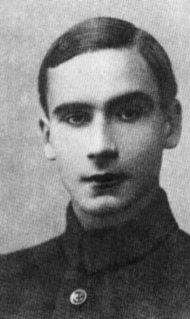
Boris Kochno

Boris Kochno (Mosca, 3 gennaio 1904 – Parigi, 8 dicembre 1990) è stato un poeta, librettista e sceneggiatore russo.

## Biografia
Nato a Mosca nel 1904, Boris Kochno era figlio di un colonnello degli Ussari. Frequentò il Liceo Imperiale di Mosca fino a 13 anni; dopo la morte del padre la famiglia si trovò in ristrettezze finanziarie, anche in seguito alla rivoluzione, e Boris, con la madre, dovette trasferirsi prima a Ekaterinburg e successivamente a Parigi nel 1920. Giovanissimo ebbe una relazione con il compositore polacco Karol Szymanowski che gli dedicò alcune poesie e un capitolo del suo romanzo Efebos. A Parigi, grazie al pittore Sergej Sudeikin, conobbe Djagilev di cui divenne, l'anno seguente, collaboratore e segretario personale, mantenendo l'incarico fino alla morte dell'impresario nel 1929.
Nel 1921 Igor Stravinskij chiese a Kochno di trarre un libretto d'opera da La casetta di Kolomna di Puškin, scrivendo così il soggetto per Mavra. Secondo il compositore Kochno realizzò un buon lavoro avendo un dono particolare per la versificazione. 

In seguito, sempre per i Balletti russi di Djagilev, egli realizzò diversi libretti e sceneggiature, tra cui nel 1924 Les fâcheux, balletto su musica di Georges Auric, tratto da Molière, Les matelots nel 1925, sempre di Auric, La chatte nel 1927 su musica di Henri Sauguet e Le bal su partitura di Vittorio Rieti nel 1929. Sempre nel 1929 scrisse, prendendo la trama dal Nuovo Testamento, il libretto per il balletto Il figliol prodigo di Prokof'ev che fu coreografato da Balanchine.

Durante gli anni passati al fianco di Djagilev, Kochno ebbe occasione di conoscere e anche di collaborare con numerosi musicisti, coreografi, ballerini e artisti; la sua attività nell'ambito dei Balletti russi gli creò una notevole rivalità con Serge Lifar, ballerino e coreografo preferito, all'epoca, dall'impresario. In questi anni conobbe il pittore e scenografo Christian Bérard di cui divenne amante e con cui realizzò diverse produzioni teatrali.
Dopo la morte di Djagilev partecipò come consulente alla compagnia Ballets russes de Montecarlo fondata nel gennaio 1932 e rimanendovi fino al 1937, scrivendo le sceneggiature di Cotillon, balletto creato su musiche di Emmanuel Chabrier nel 1932, e di Jeux d'enfant, tratto da opere di Georges Bizet con le scene di Joan Miró, nel 1933.
Nel 1933 si staccò, per un breve periodo, dai Ballets russes de Montecarlo per fondare, con Balanchine, la compagnia Les Ballets 1933 voluta dal coreografo per poter realizzare in libertà le proprie creazioni; Kochno ideò complesse sceneggiature per molte opere e in questo stesso anno, su sua commissione, la compagnia mise in scena I sette peccati capitali con musica di Kurt Weill e testo di Bertold Brecht. La nuova compagnia durò però soltanto un mese a causa di recensioni poco lusinghiere e conseguente calo di pubblico. Terminata questa esperienza Kochno rientrò come collaboratore nella direzione dei Ballets russes de Montecarlo.
Dopo la seconda guerra mondiale, nel 1945 iniziò una collaborazione con Roland Petit con cui creò i Ballets des Champs-Élysées; la compagnia riunì giovani danzatori quali Janine Charrat, Ludmilla Tchérina e Jean Babilée ed ebbe come sede il Théâtre des Champs-Élysées dopo che il debutto ottenne un buon successo. Kochno creò le sceneggiature per i balletti Les forains, Le bal de blanchisseuses e Les amours de Jupiter e rimase nella direzione fino al 1951.
Scrisse in seguito due testi, uno dedicato alla danza, Le ballet, pubblicato a Parigi nel 1954 e Djagilev et le ballets russes nel 1970.
Morì a Parigi l'8 dicembre 1990 per le conseguenze di una caduta. È sepolto al cimitero di Père-Lachaise, non lontano da Christian Bérard.

## Libretti e sceneggiature
- Mavra, opera buffa in un atto con musica di Igor Stravinskij, tratta da La casetta di Kolomna di Puškin, rappresentata il 3 giugno 1922 all'Opéra di Parigi
- Les Fâcheux, balletto su musica di Auric tratto da Les Fâcheux di Molière, coreografia di Bronislava Nijinska, scene di Georges Braque, rappresentato il 19 gennaio 1924 all'Opéra de Monte-Carlo con i Balletti russi
- Les Matelots, balletto in due atti e cinque quadri, su musica di Georges Auric, coreografia di Léonide Massine, rappresentato il 17 giugno 1925 al teatro della Gaîté-Lyrique con i Balletti russi
- La Pastorale, balletto in due atti, musica di Auric, rappresentato il 29 maggio 1926 al Théâtre Sarah Bernhardt (Balletti russi)
- La Chatte, balletto in un atto, con musica di Henri Sauguet, coreografia di Balanchine, realizzato il 30 aprile 1927 all'Opéra di Monte-Carlo (Balletti russi)
- Les Dieux Mendiants, balletto con musica di Thomas Beecham tratto da composizioni di Haendel, rappresentato il 16 luglio 1928 a Londra (Balletti russi)
- Le Bal, balletto in due quadri su musica di Vittorio Rieti, coreografia di Balanchine, scenografia di Giorgio De Chirico, rappresentato il 7 maggio 1929 all'Opéra di Monte-Carlo (Balletti russi)
- Il figliol prodigo balletto in tre scene con musica di Prokof'ev, coreografia di Balanchine, costumi di Georges Rouault, rappresentato il 21 maggio 1929 al Théâtre Sarah Bernhardt (Balletti russi)
- La Nuit, balletto in un atto su musica di Henri Sauguet, coreografia di Serge Lifar, rappresentato il 4 marzo 1930 al Palace Theatre di Londra
- Cotillon, balletto in un atto, musica di Emmanuel Chabrier arrangiata da Vittorio Rieti, coreografia di Balanchine, rappresentato il 17 gennaio 1932 all'Opéra di Monte-Carlo con i Ballets russes de Monte-Carlo
- Les Cent Baisers, balletto in un atto, musica di Frédéric d'Erlanger, coreografia di Bronislava Nijinska, realizzato il 18 luglio 1935 a Londra con i Ballets russes del colonnello W. de Basil
- Les Forains, balletto in un atto, musica di Henri Sauguet, coreografia di Roland Petit, rappresentato il 2 marzo 1945 al Théâtre des Champs-Élysées con i Ballets des Champs-Élysées
- Les Amours de Jupiter, balletto in cinque quadri, musica di Jacques Ibert, rappresentato il 9 marzo 1946 al Théâtre des Champs-Élysées (Ballets des Champs-Élysées)
- Le Bal des blanchisseuses, balletto in un atto, musica di Vernon Duke, realizzato il 19 dicembre 1946 al Théâtre des Champs-Élysées (Ballets des Champs-Élysées)
- Le Peintre et son modèle, balletto in un atto, su musica di Georges Auric, coreografia di Léonide Massine, rappresentato il 15 novembre 1949 al Théâtre des Champs-Élysées (Ballets des Champs-Élysées)